# Broken (canção de Seether)
"Broken" é uma canção da banda sul-africana de pós-grunge Seether, em parceria com cantora americana Amy Lee, vocalista da banda Evanescence. Foi gravada em 2004 e mais tarde foi incluído no álbum da banda, Disclaimer II. Esta versão inclui guitarra elétrica e violinos. Ele atingiu o pico de número 20 na Billboard Hot 100 e de número 3 na ARIA Charts. Foi mais tarde certificado de ouro pela Recording Industry Association of America (RIAA) e platina pela Australian Recording Industry Association (ARIA). É o maior hit da banda e o único hit da banda no top 40, atingindo o número 20 no Billboard Hot 100.
A versão original acústica é a 12 ª faixa do álbum de estreia de Seether Disclaimer. Foi então re-gravada com Amy Lee, que na ocasião era namorada do vocalista Shaun Morgan, para o álbum The Punisher: The Album em março de 2004.

## Recepção da crítica
Jason D. Taylor do site AllMusic, observou: "O álbum fecha com uma canção bem-sucedida e descontraída: 'Broken' é suave, mas confiante, já que o vocalista Shaun Morgan encontra coragem para se abrir sem soltar um grito em cada segundos".
A canção ganhou Seether um Metal Edge Readers Choice Award em 2004, quando foi eleito a "Melhor Canção de um filme Soundtrack".

## Videoclipe
O videoclipe dirigido por Nigel Dick é composto por Morgan sentado em um carro abandonado tocando um violão enquanto Lee aparece atrás dele enquanto seus vocais desaparecem. Para o restante do vídeo, Lee e Morgan perambulam por uma paisagem dilapidada que foi revelada no DVD do álbum Disclaimer II, para ser um parque, que fosse queimado às cinzas por uma explosão de cristal do laboratório. Embora existam cenas em que a banda e Lee tocam juntos em uma clareira, o tema subjacente do vídeo é que Lee e Morgan estão se procurando, mas nunca encontram. Lee sabe que Morgan está lá e onde ele está através do vídeo, mas Morgan não consegue vê-la ou não consegue sentir sua presença em volta dele, que é o significado das letras "você foi embora ... você não me sente aqui, não mais".

## Lista de faixas
1. "Broken" (feat. Amy Lee) - 4:20
2. "69 Tea" - 3:31
3. "Something in the Way" ("Live X" Session at 99X, Atlanta) - 3:09
4. "Out of My Way" - 3:51